# Gracillariidae
Gracillariidae er en vigtig familie af insekter i ordenen sommerfugle (Lepidoptera) og den største familie af løvminerere, der omfatter adskillige økonomiske, havebrugsmæssige eller nyligt invasive arter af skadedyr såsom kastanjeminermøllet, Cameraria ohridella.

## Taxonomi og systematik
Der er 98 beskrevne slægter af Gracillariidae (se nedenfor). En komplet liste er tilgængelig over alle aktuelt anerkendte arter. Nogle slægter er meget store, f.eks. Acrocercops, Caloptilia, Cameraria, Epicephala og Phyllonorycter.

## Udbredelse
Gracillariidae forekommer i alle terrestriske regioner i verden undtagen Antarktis.

## Kendetegn
Disse generelt små (vingefang 5–20 mm) møl er som larver løvminerere, og deres spor kan være et nyttigt middel til identifikation af arten, især hvis værtsplanten er kendt. Underfamilierne adskiller sig ved hvorledes det voksne møl placerer sine vinger i hvile. De fleste Gracillariinae hviler med den forreste del af kroppen stejlt hævet; Lithocolletinae og Phyllocnistinae hviler med kroppen parallelt med overfladen; hos Lithocolletinae ofte med hovedet sænket.

## Livshistorie
De første til femte-instarlarver er fladtrykte og har specialiserede munddele tilpasset til at opsuge plantesaft. Ældre-instarlarver er cylindriske og har normale munddele til at kunne tygge plantevæv i bladets minegange og har et fuldt funktionelt silke-producerende organ kaldet en spinner. Nogle slægter har et mellemstadium i denne bemærkelsesværdige hypermetamorfose mellem to larvestadier.

## Larvernes værtsplanter
Mange værtsplanter er kendt, generelt er der tale om tokimbladede træer eller buske.

## Underfamilier og slægter
Gracillariidae families fylogeni er blevet revideret i 2017 og rummer nu otte underfamilier:
- Acrocercopinae Kawahara & Ohshima, 2016
- Callicercopinae Li, Ohshima & Kawahara, 2022
- Gracillariinae Stainton, 1854
- Lithocolletinae Stainton, 1854
- Marmarinae Kawahara & Ohshima, 2016
- Oecophyllembiinae Réal & Balachowsky, 1966
- Ornixolinae Kuznetzov & Baryshnikova, 2001
- Parornichinae Kawahara & Ohshima, 2016
- Phyllocnistinae Herrich-Schäffer, 1857

## Eksterne henvisniner
- Fylogenetisk stamtræ
- Natural History Museums database over planteværter for familien
- Natural History Museums Lepidoptera database over slægter i familien
- Afrotropical Checklist Arkiveret 5. februar 2007 hos  Wayback Machine
- Global taksonomisk database for Gracillariidae (Lepidoptera)
- Fauna Europaea Gracillariidae
- Fauna Europaea : Eksperter Arkiveret 2012-02-05 hos  Wayback Machine
- Caloptilia azaleella, azalea leafminer on the UF / IFAS Udvalgte møl website
- Marmara gulosa, citrus peelminer on the UF / IFAS Udvalgte møl website

Skabelon:Lepidoptera